# محرك شكل V

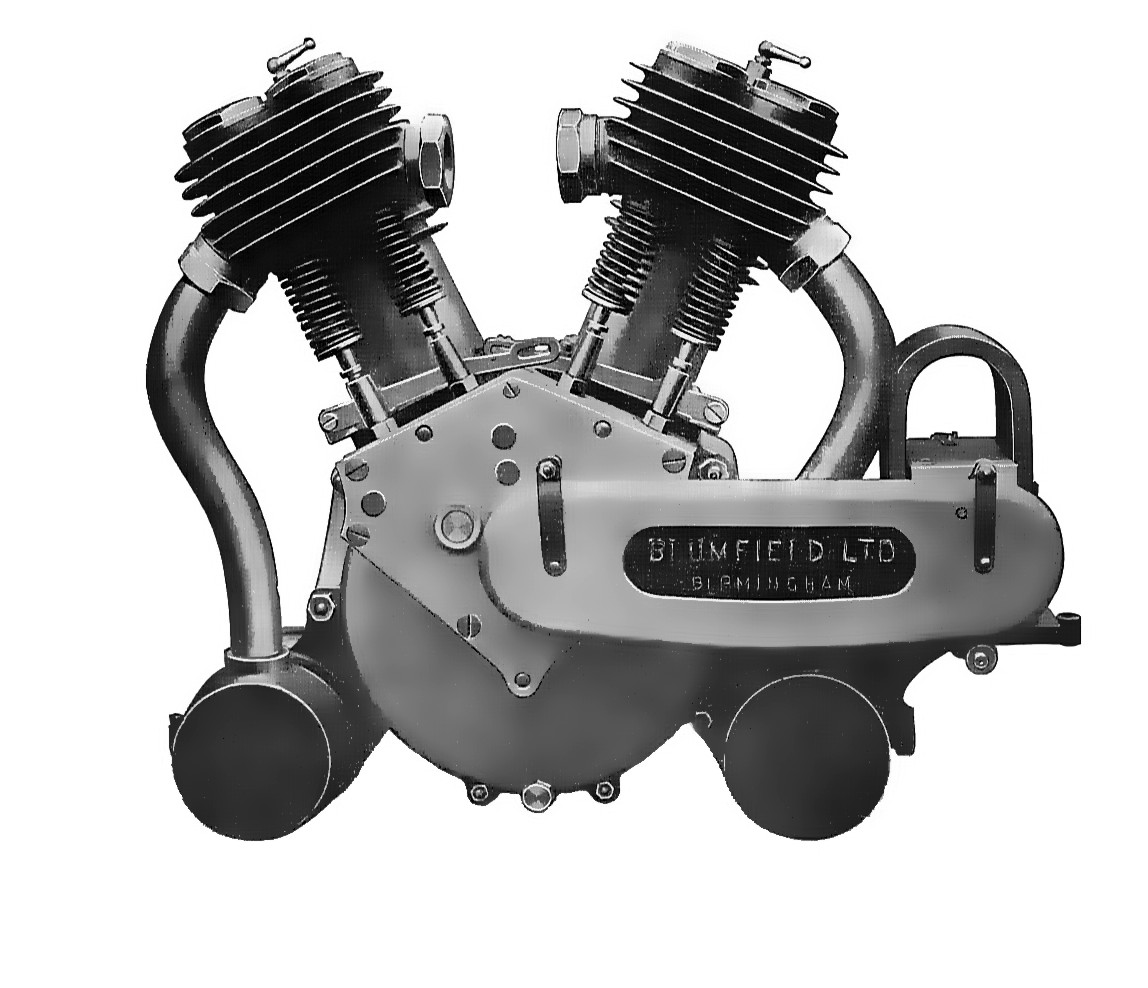
محرك شكل V قديم ذو أسطوانتين وكان يستخدم في الدراجات البخارية البريطانية

ثلاث أنواع من المحركات: 1 — محرك مستقيم
2 — محرك شكلV
3 — محرك من نوع VR6

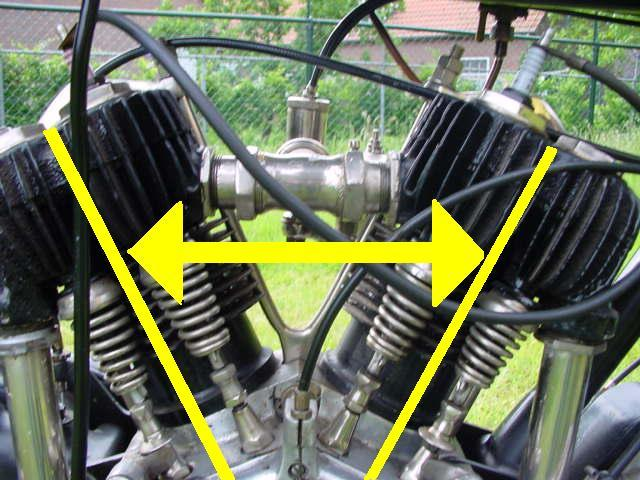
الخطوط الصفراء تشير إلى زاوية شكل V

المحرك شكل V هو شكل معروف المحركات الاحتراق الداخلي حيث يتم وضع الأسطوانات والمكابس في مجموعتين منفصلتين يشكلان سويًا شكل V عند النظر إلى المحرك نظرة طولية بطول محور عمود المرفق.
ترتيب الأسطوانات لتظهر بالشكل V يقوم بتصغير وزن وطول وارتفاع المحرك بشكل عام إذا ما قورن بالترتيب الخطي العادي (تكون الأسطوانات بجانب بعضها البعض) للأسطوانات في المحرك.

## تاريخيًا
أول محرك من نوع V كان عبارة عن أسطوانتين وتم تصنيعه عام 1889 بواسطة المهندس الألماني غوتليب داميلر وتم تصميم المحرك بواسطة المهندس الألماني أيضًَا فيلهلم مايباخ.
1. وبحلول عام 1903 أنتجت شركة سوسيتيه أنتونيتيه الفرنسية محركات شكل V ذات ثمانية أسطوانات تستخدم كمحركات للقوارب السريعة وصُممت على يد المهندس الفرنسي ليون ليفافسيور مستندًا لخبرته بتصنيع محركات ذات أربعة أسطوانات.
2. وفي عام 1904 قامت شركة بوتني موتور وركز لصناعة المحركات بتصنيع أول محرك على الإطلاق على شكل V للاستخدمات البحرية.[2]

## الخصائص
يتشارك كل زوج من المكابس من مجموعتي الأسطوانات وصلة مرفق واحدة في عمود المرفق سواء عن طريق ذراع واحد كبير أو كل ذراع توصيل جنبًا إلى جنب.
ومع ذلك فهناك بعض تصميمات محركات شكل V تحتوي علي وصلتين تثبيت للمرفق بينما البعض الآخر يحتوي على وصلات تثبيت منفصلة لعمودالمرفق.
تكون محركات شكل V مضغوطة أو مدمجة بشكل أكبر من المحركات الخطية العادية لنفس الابعاد وعدد الأسطوانات.وهذا يؤدي إلى زيادة عدد الأسطوانات في المحرك. وإذا لم يكن هناك فرق ملحوظ في حجم المحرك الكلي بين محرك شكل V ذو أسطوانتين ومحرك عادي ذو أسطوانتين ايضًا، بينما محرك شكل V ذو ثمانِ أسطوانات سيكون حجمه أقل بكثير من محرك خطي عادي له نفس عدد الأسطوانات.
ويتم تعديل زاوية مجموعتي الأسطوانات لمحرك شكل V في المحركات المختلفة حسب عدد الأسطوانات، فربما تكون بعض الزواية تجعل ثبات المحرك أفضل من الزوايا الأخرى.
والزوايا الصغيرة للفاية للشكل V تسبب بعض المزايا للمحركات شكل V وبعض العيوب للمحركات العادية الخطية، ووفقًا لهذا المفهوم تم تصميم محرك يدمج الاثنين معًا بواسطة شركة لانسيا الايطالية لصناعة المحركات في عام 1920 وتم إعادة تصنيعه مؤخرًا في شكل محركات VR6 بواسطة مجموعة فولكس فاجن الألمانية لصناعة المحركات.
بعض اشكال محركات V متزنة وتعمل بهدوء أكثر من الأخرى [ما هي؟]
.فمحركات شكل V ذات ثمانية أسطوانات تكون ثابتة أكثر عند التحميل عليها فقط. بينما محركات شكل V ذات 12 أسطوانة تكون ثابتة دائمة إذا كان زاوية شكل V 60° في محركات الاربعة اشواط أو 30° في محركات ثنائية الشوط.
والمحركات الأخرى ذات شكل V ذات أسطوانتين أو 4 أو 6 أو 8او 10 أو 14 أو 18 تظهر اهتزازات متزادية وتحتاج إلى تثبيت أكثر وايضًا أكثر من عمود مرفق.

## محركات مقلوبة
هناك بعض الانواع من محركات شكل V تم تصميمها لتعمل في وضع مقلوب، غالبًا ما يتم استخدامها في الطائرات.
- مزاياها تكون واضحة أكثر في الطائرات ذات المحرك الواحد ومركز الثقل الادني.
- أمثلة: محركات الحرب العالمية الثانية الألمانية ديملر بينز601 ومحركات شركة جونكرز جامبو ومحركات ارجوس.

## اشكال محددة
عادة ما يتم وصف المحركات على شكل V بالوصف "V#" حيث ان الرمز # يعبر عن عدد أسطوانات في المحرك.
مثل
- V2
- V3
- V4
- V5
- V6
- V8
- V10
- V12
- V14
- V16
- V18
- V20
- V24